# Un uomo due donne
 Un uomo due donne (La casa de enfrente) è una telenovela peruviana trasmessa da Panamericana Televisión nel 1985. In Italia  è andata in onda per la prima volta su Odeon TV  nella stagione televisiva 1988.

## Trama
Vittoria insieme a sua madre e suo fratello, arrivano in un umile quartiere dopo essere stati in totale rovina quando suo padre morì, furono privati della sua fortuna. Nel quartiere vive Gian Augusto, insieme ai suoi genitori e fratelli e sua zia. Gian Augusto, è un microbusero quando conosce la vittoria, un amore apparirà a prima vista. Sta fingendosi un'umile cameriera. Anche se non tutto sarà facile per la coppia, perché ha una ragazza.
Vittoria si allontana per scoprire la verità e accetta di sposare il malvagio Mario, un uomo cattivo che ha ucciso il padre di Victoria e ha rubato la sua fortuna. Gian Augusto non si arrende e combatterà per recuperare l'amore della vittoria. Mario, accecato dalla gelosia, vuole porre fine alla vita di Juan Augusto. Finalmente il cattivo Mario, riesce ad uccidere Gian Augusto, Vittoria abbandona Mario iniziare una nuova vita da solo.

## Trasmissione
La serie venne trasmessa originariamente in Perù su Panamericana Televisión dal 1985 al 1986.
In Italia la telenovela è andata in onda Odeon TV dal 1988, ottenendo un grande successo.